# Alessandro Brucellaria
Alessandro Brucellaria detto Memo (Carrara, 25 maggio 1914 – Carrara, 2 febbraio 1998) è stato un partigiano, politico e imprenditore italiano.

## Biografia
Nasce da una famiglia operaia carrarese. Fin da giovane lavora come scalpellino, un lavoro molto diffuso nella Carrara di quel tempo.
Tra i 17 e i 18 anni milita nelle file della Carrarese, squadra locale di calcio, nel campionato di prima divisione, ricoprendo il ruolo di mediano. Già durante questi anni dimostra una grande capacità comunicativa che lo caratterizzerà anche nel rapporto con i suoi compagni partigiani durante la Resistenza.
Nel 1931, insieme a Carlo Andrei detto “Pipa”, inizia a muovere i primi passi da antifascista e nel 1938 si iscrive al Partito Comunista d'Italia (clandestino). È attivista comunista clandestino e svolge la sua attività fra i compagni del laboratorio di marmi della ditta “Ottavio Dell'Amico” e in mezzo ai giocatori e sportivi della Carrarese.

### La partecipazione nella Resistenza italiana

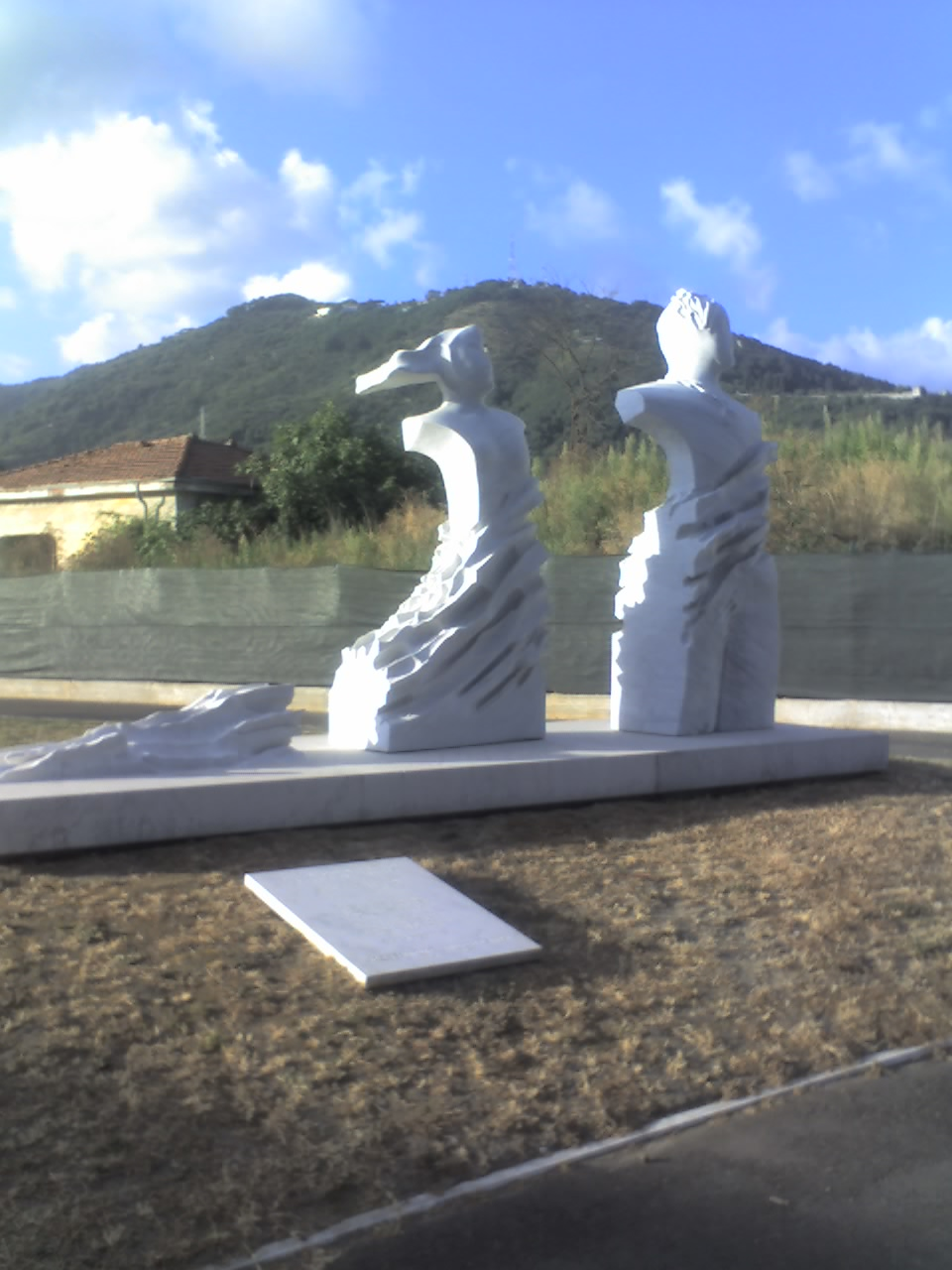
Monumento al "Memo", Cimitero di Turigliano, Carrara

Il 25 luglio 1943, a seguito della caduta del fascismo, Brucellaria partecipa alla formazione del Comitato di Salute Pubblica, che in seguito diventerà Comitato di Liberazione Nazionale (CLN) di Apuania. In questo periodo ricevette il soprannome di Memo.
L'8 settembre 1943 ha inizio la resistenza con le prime azioni partigiane e si formano le prime squadre dei GAP (Gruppi di Azione Patriottica). In questo periodo il Memo fa parte della formazione Giuseppe Ulivi, costituita da 17 partigiani.
Nella notte tra il 14 e il 15 luglio 1944 la “Ulivi” assalta la caserma della guardia repubblicana a Carrara per rifornirsi di armi. A seguito di questa operazione, un'assemblea formata da partigiani “elegge” il Memo come comandante della formazione “Giuseppe Ulivi”.
Il 9 agosto 1944 la Ulivi assieme ad altre 9 formazioni dà vita a Tenerano alla prima brigata partigiana Ugo Muccini, per volontà del Comitato di Liberazione di Carrara e del Comitato di Liberazione di Sarzana (SP).
Il 17 agosto 1944 la formazione Ulivi attacca a Bardine di San Terenzo monti (Provincia della Spezia) il 16º Gruppo Corazzato Esplorante delle SS tedesche composto da 17 militari; la formazione vince lo scontro perdendo un partigiano (Venturini) e procurando un ferito grave (Roberto Vatteroni), mentre tra le file tedesche sopravvive solamente un militare che si dà alla fuga. In risposta a questo attacco, come rappresaglia, la mattina del 19 agosto una lunga autocolonna della Reichsführer giunge negli abitati di Bardine e San Terenzo Monti. I reparti coinvolti nell'operazione sono quelli installati a Fosdinovo, la Feldgendarmerie divisionale comandata da Gerhard Walter, il 16º Gruppo Corazzato Esplorante (16. SS-Panzergrenadier-Division "Reichsführer-SS") comandato dal maggiore Walter Reder. 53 prigionieri prelevati dalle carceri di Pietrasanta vengono legati con del filo spinato stretto attorno al collo ad alberi, siepi, pali di sostegno dei vigneti, nella stessa area in cui due giorni prima era avvenuto lo scontro con i partigiani. Dopo una lenta agonia, sono freddati con un colpo alla nuca. Altri nuclei tedeschi si spostano più a valle, verso la frazione di Ceserano, da dove risalgono il crinale fino al podere di Valla. Qui, a circa un chilometro da San Terenzo Monti, si erano rifugiate più di un centinaio di persone, in maggioranza donne, vecchi e bambini del paese. Intorno alle 13.30 i soldati impiegati in questa località ricevono il via libera per effettuare il massacro. I prigionieri, dopo la marcia forzata loro imposta subito dopo il rastrellamento, erano stati rinchiusi nei locali delle due case coloniche del podere, dove erano stati contati più volte. Vengono fatti uscire all'aperto e diretti sotto un pergolato nei pressi delle abitazioni. Qui i soldati, una volta radunati tutti gli ostaggi, fanno fuoco da distanza ravvicinata con mitragliatrici pesanti. Delle 106 persone rastrellate a Valla, in due riescono a fuggire poco prima dell'esecuzione.
A seguito di questo attacco la formazione si ritira sulle Apuane e si ingrandisce; sempre più persone vi aderiscono.
Il 28 ottobre 1944, a Bosco di Corniglio nella provincia parmense, muore il partigiano combattente Gino Menconi di Avenza e in suo ricordo la brigata Muccini "carrarese" prende il nome di 3ª brigata d'assalto Garibaldi “Gino Menconi” della quale il Memo rimane comandante.
A distanza di pochissimo tempo, il 10 novembre 1944, avviene la prima liberazione della città carrarese da parte dei partigiani.
Tra il 27 e il 28 febbraio 1945, con la collaborazione di una spia carrarese, un gruppo militare, composto da un maggiore della marina tedesca, 2 marescialli e 18 marinai partiti appositamente da La Spezia, arresta il Comandante Memo mentre dormiva in via Groppini (Carrara) assieme ad altri partigiani. I tedeschi, convinti di aver preso la “testa” delle brigate partigiane, si dirigono verso i monti della Lunigiana con l'obiettivo di compiere altre catture. Ma l'immediata mobilitazione della cittadinanza e del CLN Apuano li blocca portando alla liberazione del Memo e dei suoi compagni partigiani.
Il 10 aprile 1945 la brigata Gino Menconi, che era la più consistente, assieme a tutti i partigiani e con l'ausilio della popolazione apuana, attacca in maniera decisa i tedeschi arrivando alla liberazione di Carrara. In questo modo anticipano di un giorno l'arrivo degli Alleati Anglo-Americani che trovano la città già liberata in gran parte.

### Dopoguerra
Alla fine del 1945 Brucellaria con altri compagni partigiani viene coinvolto in un fatto d'armi ed è costretto a fuggire in Cecoslovacchia, dove rimane per due anni ospitato dal governo, mentre alcuni partigiani vengono arrestati.
Diventa presidente dell'ANPI (Associazione Nazionale Partigiani d'Italia) locale sin dal suo atto di fondazione.
Una volta finita la resistenza, diventa imprenditore del marmo. Insieme ai figli lavora nella sua cava a Morlungo di Campocecina senza mai fare grandi fortune. È in prima fila nella “battaglia” contro la mafia per salvaguardare i bacini marmiferi apuani, divenendo presidente onorario del Consorzio Cave.
Continua la sua attività politica all'interno del Partito Comunista Italiano portando avanti e consolidando la sua linea che lo aveva contraddistinto da partigiano. Dopo la caduta del muro di Berlino e in seguito del blocco sovietico, e il conseguente scioglimento del PCI è tra i primi fondatori del PRC (Partito della Rifondazione Comunista), dove milita fino alla sua morte assumendo il ruolo di presidente della federazione di Massa-Carrara.

### Morte
Alessandro Brucellaria muore il 2 febbraio 1998, all'età di 84 anni. Il 3 febbraio viene allestita la camera ardente all'interno della sala di rappresentanza del Municipio di Carrara, con l'esposizione pubblica della salma. Il 4 febbraio alle 15:00 si tiene il funerale con rito civile alla presenza di due-tremila persone e di amici e parenti, del sindaco Emilia Fazzi Contigli e del senatore carrarese Fausto Marchetti, i quali intervengono alle esequie, iniziate in Piazza 2 Giugno, sede del comune di Carrara e proseguite con il feretro portato a spalle nelle vie del centro per fare poi ritorno alla piazza dove la bara viene caricata sul carro funebre e trasportata al Cimitero di Turigliano.
Un messaggio di cordoglio alla famiglia è giunto anche dal presidente della Camera dei deputati Luciano Violante, a nome suo e della Camera che presiede.

## Dediche ad Alessandro Brucellaria
Nel 2000 è stato a lui dedicato (oltre che a Flavio Bertone "Walter" e a tutti coloro che hanno combattuto per la libertà) il Museo Audiovisivo della Resistenza a Fosdinovo.
Il 17 aprile 2005  è stato inaugurato un monumento marmoreo dedicato a Alessandro Brucellaria situato all'interno del Cimitero di Turigliano e intitolato Il vento del tempo, con l'iscrizione incisa sul basamento della lapide della poesia Siamo stati insieme di Carlo Levi.